# Podgorica pri Pečah
Podgorica pri Pečah este o localitate din comuna Moravče, Slovenia, cu o populație de 43 de locuitori.